# ستيفان كليفلاند
ستيفان كليفلاند (بالإنجليزية: Stefan Cleveland)‏ (25 مايو 1994 بدايتون في الولايات المتحدة - ) هو لاعب كرة قدم أمريكي في مركز حراسة المرمى.

## وصلات خارجية
- ستيفان كليفلاند على موقع الدوري الأمريكي (الإنجليزية)
- ستيفان كليفلاند على موقع قاعدة بيانات كرة القدم.إي يو (الإنجليزية)
- ستيفان كليفلاند على موقع Soccerbase.com (لاعب) (الإنجليزية)
- ستيفان كليفلاند على موقع Soccerway.com (الإنجليزية)
- ستيفان كليفلاند على موقع عالم كرة القدم.نت (الإنجليزية)